# Савченко Тетяна Устимівна
Тетяна Устимівна Савченко, до шлюбу Бондаренко (7 липня 1926 , Жуки, Полтавський район  — 29 грудня 2000 , Степне, Полтавська область ) — українська радянська передовиця виробництва, ланкова колгоспу «Більшовик» Полтавського району Полтавської області, Герой Соціалістичної Праці (1949).

## Біографія
Народилася 7 червня 1926 року у селі Жуки Полтавського району Полтавської області в українській селянській родині.
З 1943 року в період німецько-радянської війни, у 17-річному віці, розпочала працювати в колгоспі «Більшовик» Полтавського району Полтавської області Української РСР на різних посадах. За досягнення у праці була призначена керівником ланки польової бригади колгоспу «Більшовик». 1948 року ланкою під керівництвом Тетяни Савченко було отримано на двадцяти гектарів площі: урожай пшениці — 31,1 центнера з гектара.
23 червня 1949 року Указом Президії Верховної Ради СРСР «за отримання високих урожаїв пшениці, соняшника та волокна південної коноплі при виконанні колгоспом обов'язкових поставок та контрактації по всіх видах сільськогосподарської продукції, натуроплати за роботу МТС у 1948 році та забезпеченості насінням усіх культур для весняної сівби 1949 року» Тетяна Устимівна Савченко була удостоєна звання Героя Соціалістичної Праці з врученням Ордену Леніна та золотої медалі «Серп і Молот».
З 1957 року після закінчення Полтавського сільськогосподарського інституту була призначена на посаду бригадирки польської бригади в дослідному господарстві Всесоюзного науково-дослідного інституту свинарства. З 1964 по 1981 рік протягом 17 років, Тетяна Савченко працювала техніком-аналітиком Полтавської зональної агрохімічної лабораторії.
З 1981 року вийшла на пенсію, мешкала у селищі Степне Полтавського району Полтавської області.
Померла 29 грудня 2000 року на 75-у році життя.

## Нагороди
- Медаль «Серп та Молот» (23.06.1949)
- Орден Леніна (23.06.1949)